# 小行星1277
小行星1277（1277 Dolores）是一颗绕太阳运转的小行星，为主小行星带小行星。该小行星于1933年4月18日发现。
該小行星以西班牙活動家多洛雷斯·伊巴露麗命名。

## 轨道参数
小行星1277的轨道半长轴为2.6989549 UA，离心率为0.239。